# Adam Eriksson (fotbollsspelare född 1988)
Adam Daniel Eriksson, född 2 februari 1988, är en svensk före detta fotbollsspelare. Han spelade både som mittback och vänsterback. Under sin karriär spelade Eriksson bland annat för Superettanklubben Ljungskile SK samt Örgryte IS.

## Karriär
Erikssons moderklubb är Horreds IF. Mellan 12 och 17 års ålder spelade han för Örgryte IS. Han ansågs inte platsa i klubben juniorlag och gick istället till division 3-klubben Skene IF. Efter ett par säsonger i Skene återvände han inför säsongen 2009 till Örgryte. Han debuterade för Örgryte den 10 februari 2009 mot IF Elfsborg, i årets första träningsmatch för klubben.
I april 2011 lånades Eriksson ut till division 2-klubben Kinna IF; låneperioden var under två månader. I mars 2012 skrev han på för Kinna IF, klubben han var utlånad till under förra säsongen.
Den 30 augusti 2012 värvades han av Ljungskile SK, vilka han skrev på ett kontrakt säsongen ut. I november 2012 blev det klart att Eriksson fick lämna Ljungskile, då de valde att inte förlänga hans kontrakt. I mars 2013 skrev han på för Tvååkers IF. Efter säsongen 2015 lämnade Eriksson klubben.